# Clemente Fernández Sarela

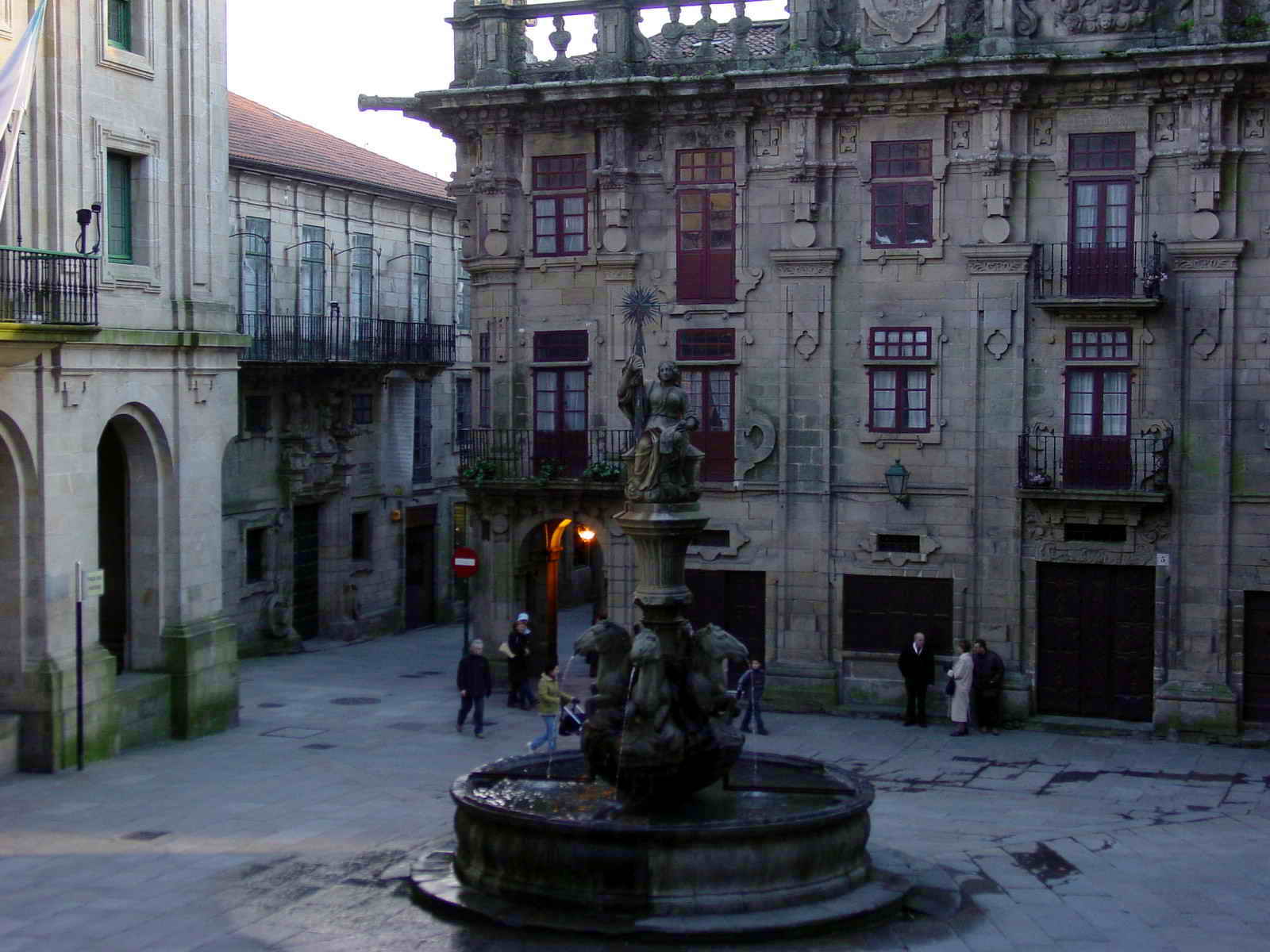
La Casa del Cabildo, en Santiago de Compostela, obra más destacada de Fernández Sarela.

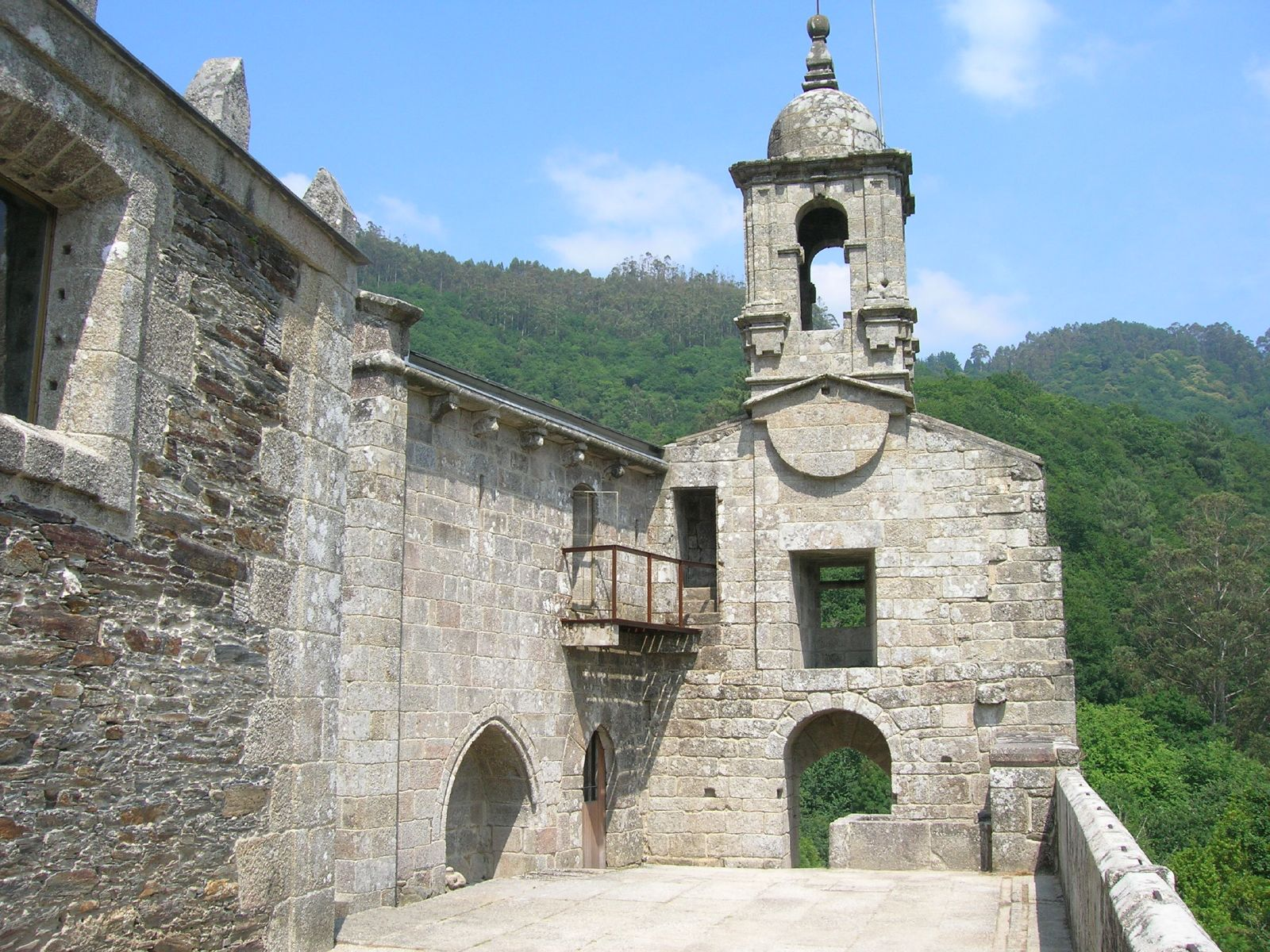
Entrada al recinto del monasterio de Caaveiro, coronada por la torre barroca obra de Fernández Sarela.

Clemente Fernández Sarela, nacido en Santiago de Compostela en 1716 y fallecido en 1765, fue un arquitecto barroco español.

## Trayectoria
Hijo de Francisco Fernández Sarela, maestro de arquitectura, su primero proyecto importante fue la rehabilitación de la puerta de la muralla del Convento de San Francisco, derrumbada posteriormente en el siglo XIX. En 1744 trabajó bajo las órdenes de Fernando de Casas Novoa en la fachada del Obradoiro de la catedral santiaguesa. Fue aparejador de las obras de esta catedral con Lucas Caaveiro. Junto con él, realizó las obras de la sala capitular y el archivo; también trabajó en la fachada de la Azabachería de la catedral en 1768.
Se ocupó de la edificación y restauración de las muchas casas que el Cabildo poseía en Santiago. Intervino en la casa número 57 de la Calle Nueva (Rúa Nova) y en la casa número 1 del Cantón de San Bieito. Pero su obra más destacada fue la Casa del Cabildo, con su típico «estilo de placas» (barroco gallego), cuya construcción finalizó en 1758. Aquí buscó dotar de belleza el contorno de la Plaza de las Platerías. Utiliza espléndidas volutas, placas, pináculos y la emblemática vieira, así como una rocalla en el dintel de la puerta. La cornisa volada aparece también muy decorada, con gárgolas y balaustrada con pináculos. Se observa la influencia de Simón Rodríguez en los cilindros.
Entre sus obras también se encuentra el pazo de Bendaña (1750) y la Casa del Deán (1752) en Santiago, el de pazo de Sistallo en Cospeito, el campanario del monasterio de Caaveiro, también acreedor de Simón Rodríguez, el pazo de Fondevila en las Casas Reales compostelanas y las primeras obras en el colegio de la Compañía de María, concretamente la parte oriental del convento y la iglesia hasta el crucero.
Falleció en 1765 y fue enterrado en la capilla de la Orde Terceira.